# Dicranomyia clarkeana
Dicranomyia clarkeana är en tvåvingeart som först beskrevs av Alexander 1970.  Dicranomyia clarkeana ingår i släktet Dicranomyia och familjen småharkrankar.
Artens utbredningsområde är Dominica. Inga underarter finns listade i Catalogue of Life.